# 传号反转码

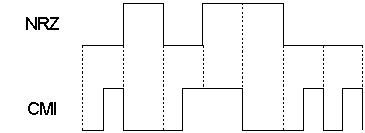
CMI线路编码

在电信中，传号反转码（英語：coded mark inversion，CMI）是一种不歸零（NRZ）的线路码。它将0位元编码为半比特时间的零，随后是半比特时间的一；而1比特编码为一整个比特时间的恒定电平。1比特的电平在每次编码1的时候都交替。
这隐约让人联想到米勒编码，但与之十分不同，该编码也使用半位和满位脉冲，但还使用了一半1/一半0的组合，并把它们排列得使得再次转换前信号在特定水平总是持续至少一整个比特时间。
与简单的不歸零码相比，CMI加倍了比特流频率，但可以容易、可靠地恢复时钟。